# Butlerville (Ohio)
Pour les articles homonymes, voir Butlerville.
Butlerville est un village américain situé dans le comté de Warren, dans l'Ohio. Selon le recensement de 2010, sa population est de 163 habitants.